# 西澤5mm
西澤5mm（日语：／，1993年2月—），日本女性漫畫家、插畫家。

## 經歷

### 早年
1993年出生於大阪府大阪市西成區，父親來自沖縄、母親來自鹿兒島。
自美術系高中畢業後，2011年進入京都精華大學就讀，隔年2012年因人際關係退學。
幾個月後，開始從事以社群遊戲的插圖繪製為主的兼職工作。西澤表示因為當時社群遊戲產業正處於蓬勃發展的泡沫期（ソシャゲバブル），而獲得了許多工作機會。西澤提及過的工作包括《龍心戰紀》。
2014年建立Twitter帳戶，開始在上面發表一些粉絲繪圖作品。
2015年參加COMITIA112，在漫畫家森名尚的攤位擔任幫手（売り子），在攤位展示了西澤繪製的森名的角色的明信片。此外，西澤也參加了同年的關西COMITIA46，當時以名義參加，現今依然會使用這個名字。
2017年進入遊戲公司任職。

### 成名
2018年在Twitter發表的插畫引起共鳴和關注，而受到網路媒體報導。
一改至今常以獸類為主題的奇幻遊戲風格，西澤開始在社群網路發表描繪普通女性的漫畫。關於這個轉變西澤解釋「幹練的繪師已經有很多了，如果繼續這樣下去，我會被埋沒而無法生存下去。因此，我開始轉向能更容易被評論的風格。」隨著在在社群網路上的知名度提高，西澤在2018年離開了遊戲公司。那時她開始在Twitter和pixiv發表漫畫作品。之所以從插畫轉向漫畫，西澤解釋單張插圖往往無法表達臺詞和情境，因此轉而開始創作漫畫。
2018年初次負責繪製輕小說的插畫，而個人的首部漫畫單行本《請收下我的第一次。》於2019年發售。

### 2020年代
2020年成為修曼綜合學院OPEN CAMPUS ILLUSTRATOR SEMINAR的講師，2021年變成兼課講師。
2021年於東京都澀谷區的pixiv WAEN GALLERY舉辦首個個展。同年10月於虎之穴秋葉原A店舉辦插畫展。

## 作品列表

### 漫畫
- 《請收下我的第一次。》[14]（；2019年[15]）
- （2020年，全2冊[16]）
- 《短篇集 別對前女友抱有幻想啦，笨蛋！》[17]（；2021年[18]）
- 《戀愛代理》（恋愛代行；擔任作畫，原作：赤坂明，集英社《週刊YOUNG JUMP》2023年第22、23合併號—[19]）

### 插畫

#### 輕小說
- （擔任插畫，作者：出井愛（MF文庫J），2018年—2020年，全5冊[20]）
- （擔任插畫，作者：瓜生聖（角川Sneaker文庫），2019年[21]）
- 《冰川老師想交個宅宅男友》[22]（；擔任插畫，作者：篠宮夕（Fantasia文庫），2019年—2020年，全3冊[23]）
- （擔任插畫，作者：柚本悠斗（GA文庫），2019年—2020年，全3冊[24]）

#### 漫畫集
- （擔任封面插畫，雙葉社《月刊Action》，2019年，第1—3冊[25]）

#### 小說
- （擔任封面插畫，作者：八木羊，2021年[26]）
- （擔任角色原案，原作：八木羊，2022年[27]）

### 其他
- 桃鈴音音（擔任角色設計，hololive所屬VTuber，2020年[28]）
- 紫宮露娜（紫宮 るな；擔任角色設計，VSPO所屬VTuber，2021年[29]）

## 外部連結
- 西澤5mm的X（前Twitter）（日語）
- 西澤5mm的pixiv（日語）
- 西澤5mm的Tumblr（日語）
- YouTube上的西澤5mm頻道（日語）